# Never Take Friendship Personal
Never Take Friendship Personal är det andra studioalbumet från amerikanska alternativ rock-bandet Anberlin, utgivet 2005. Albumet valde ut till ett av Amazon.coms Top 100 skivor av 2005. 
Singlar från albumet var "A Day Late" och "Paperthin Hymn" och musikvideor har gjort för båda.

## Låtlista
1. "Never Take Friendship Personal" – 3:31
2. "Paperthin Hymn" – 3:15
3. "Stationary Stationery" – 2:58
4. "(The Symphony of) Blasé" – 4:21
5. "A Day Late" – 3:25
6. "The Runaways" – 3:20
7. "Time & Confusion" – 3:23
8. "The Feel Good Drag" - 3:25
9. "Audrey, Start the Revolution!" – 3:22
10. "A Heavy Hearted Work of Staggering Genius" – 1:12
11. "Dance, Dance Christa Päffgen" – 7:06

## Medverkande
- Stephen Christian – sång, gitarr
- Deon Rexroat – bas
- Joseph Milligan – gitarr
- Nathan Strayer – gitarr
- Nathan Young – trummor
- Aaron Sprinkle – producent
- JR McNeely – mixning
- Troy Glessner – mastering
- Brandon Ebel – exekutiv producent
- Phil Sneed – sång ("the Runaways")
- Seth Roberts – sång ("Stationary Stationery")
- Mike Weiss – gitarr ("dance, dance, Christa Päffgen")
- Ryan Clark – sång ("Never Take Friendship Personal")
- Jeff Gros – fotografi
- John Deeb – bandfotografi